# Кизилсуський сільський округ
Кизилсу́ський сільський округ (каз. Қызылсу ауылдық округі, рос. Кызылсуский сельский округ) — адміністративна одиниця у складі Хромтауського району Актюбінської області Казахстану. Адміністративний центр — село Сарисай.
Населення — 856 осіб (2021; 944 у 2009, 1552 у 1999, 2015 у 1989).
Станом на 1989 рік існували Кизилсуська сільська рада (села Єнбекшиказах, Кизилсу, Нова Деревня) та Сарисайська сільська рада (села Борисовка ферма 1, Кокуй, Сарисай, Тассай). 1997 року до складу Кизилсуського сільського округу була включена більша частина ліквідованого Сарисайського сільського округу, село Тассай відійшло до складу Абайського сільського округу. Село Єнбекшиказах ліквідовано 2012 року.

## Склад
До складу округу входять такі населені пункти:
| Населений пункт         | Населення, осіб (1989) | Населення, осіб (1999) | Населення, осіб (2009) | Населення, осіб (2021) |
| ----------------------- | ---------------------- | ---------------------- | ---------------------- | ---------------------- |
| Борисовка ферма 1, село | 35                     | -                      | -                      | -                      |
| Кизилсу, село           | 740                    | 691                    | 489                    | 356                    |
| Кокуй, село             | 134                    | -                      | -                      | -                      |
| Нова Деревня, село      | 26                     | -                      | -                      | -                      |
| Сарисай, село           | 951                    | 769                    | 437                    | 500                    |
| --Єнбекшиказах, село    | 129                    | 92                     | 18                     | -                      |